# Kelly Robson
Kelly Robson   (Edmonton, 17 de juliol de 1967), és una escriptora de ciència-ficció, fantasia i terror. Entre altres reconeixements, el 2018, la seua obra A Human Stain (2017) fou guardonada amb el premi Nébula, que concedeix anualment l'Associació d'escriptors de ciència-ficció i fantasia dels Estats Units.

## Trajectòria
Robson va créixer a Hinton (Alberta), a les Muntanyes Rocoses del Canadà, i estudià en la Universitat d'Alberta, i s'hi graduà en anglés. De 2008 a 2012, va escriure una columna sobre vins i begudes alcohòliques per a la revista femenina canadenca Chatelaine. Des del 2013, viu amb la seua parella, la també escriptora de ciència-ficció A. M. Dellamonica, a Toronto.
El 2015, les primeres històries de Kelly van aparéixer en Clarkesworld, Tor.com i Asimov, i en les antologies New Canadian Noir, In the Shadow of the Towers i License Expired. El 2018, l'editorial espanyola Pulpture publicà l'antologia de terror Agua en los pulmones, en què s'incloïa el relat premiat de Robson A Human Stain (Una taca humana), al costat d'altres de les autores Lucy Taylor i Ruthanna Emrys.

## Reconeixements
Robson ha rebut diversos premis internacionals des de les seues primeres publicacions. El 2016, Waters of Versailles fou nominada al premi Nébula a la millor novel·la, i rebé el premi Aurora a la millor novel·la curta canadenca. Dos anys més tard, el 2018, guanya el premi Nébula al millor relat per Human Stain, publicat en Tor.com. I, el 2019, l'aventura sobre viatges en el temps Gods, Monsters and the Lucky Peach rep el premi Aurora al millor relat, i queda finalista dels premis Hugo, Nébula, Theodore Sturgeon i Locus.

## Obra

### Novel·les curtes
- 2015 – Waters of Versailles. Tor.com. ISBN 9781466888227.
- 2017 – A Human Stain. Tor.com. ISBN 9780765392794.
- 2017 – We Who Live in the Heart. Clarkesworld Magazine. Wyrm Publishing. ISBN 978-1-890464-85-1.
- 2018 – God, Monsters, and the Lucky Peach. Tor.com Publishing. ISBN 978-1250163851.
- 2018 – Intervention. Solaris. ISBN 978-1-78108-575-2.
- 2018 – A Study in Oils. Clarkesworld Magazine. ISBN 978-1-64236-005-9.

### Relats
- 2015 – The Three Resurrections of Jessica Churchill. Clarkesworld.
- 2015 – Good for Engrapis. Exiliï Editions.
- 2015 – Two-Year Man. Dell Magazins.
- 2015 – The Gladiator Lie. ChiZine Publications.
- 2016 – The Eye of the Swan. A Tremontaine Story. Tor.com.
- 2018 – What Gentle Women Dare. Uncanny Magazine.
- 2019 – Skin City. The Verge's Better Worlds.[12]